# Kaibokan
Kaibōkan (海防艦, lit. « navire de défense maritime ») est le terme utilisé par la marine impériale japonaise pour désigner un type de navire de guerre destiné à l'escorte durant la Seconde Guerre mondiale. La marine américaine utilisant le terme de navire d'escorte.

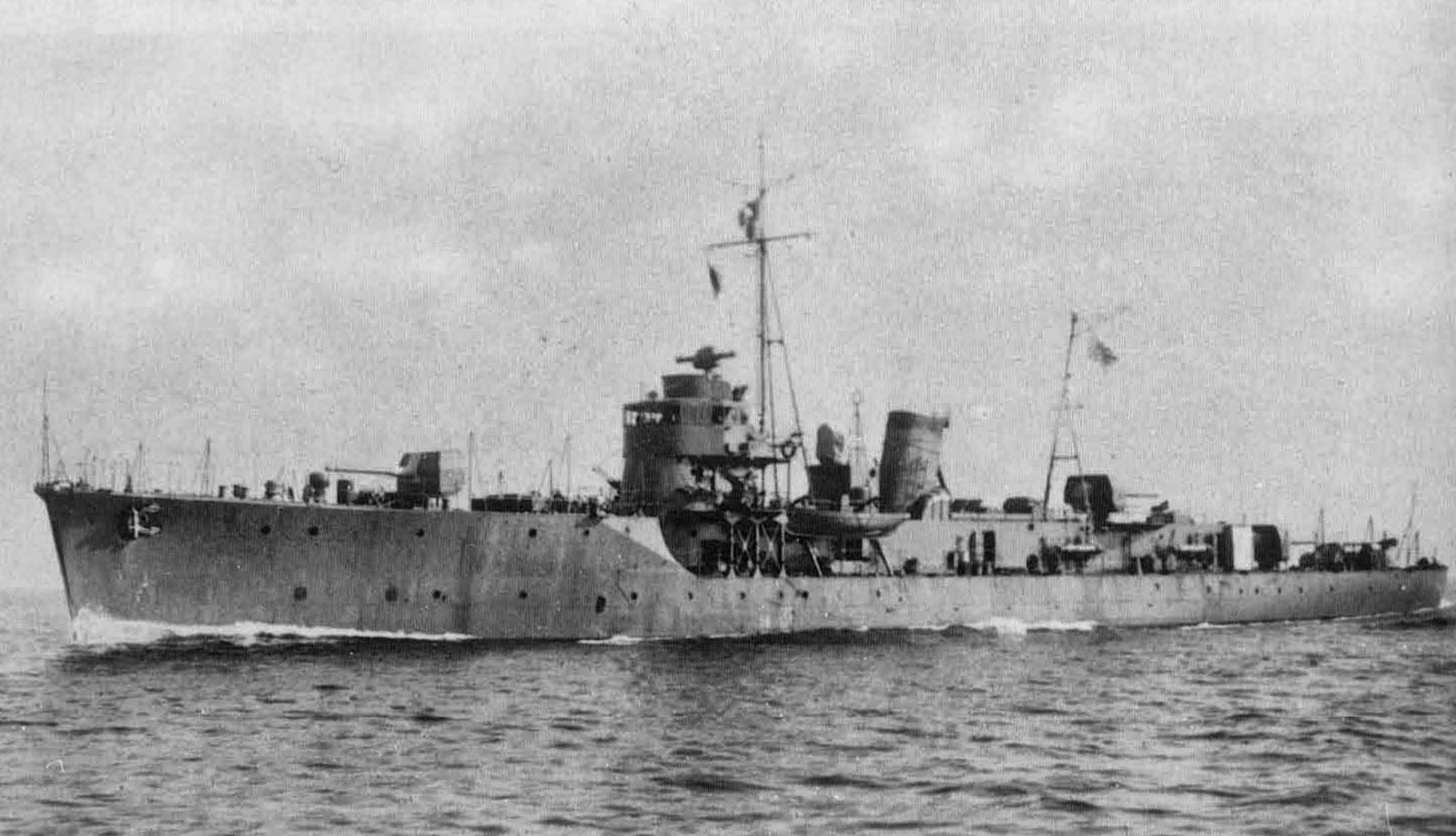
LEtorofu en mai 1943.

Durant la guerre, la conception est simplifiée et leur taille est réduite pour permettre une production accélérée de ces navires.

## Classes
Les diverses classes sont également désignées par de types (A à D), distinguant des incrémentations de conception:
- Classe Shimushu ou Type A - patrouilleur multi-usage, escorte ou dragage de mines.
- Classe Etorofu ou Type A modifié
- Classe Mikura ou Type B
- Classe Ukuru ou Type B modifié
- Classe Hiburi ou Type B modifié (dérivé de la classe Ukuru)
- Type C (ou "classe n° 1")
- Type D (ou "classe n° 2")

Les navires suivant ont également servi dans ce rôle:
- Classe Ning Hai, croiseurs légers chinois convertis[2].
- Le Hakachi, navire cible
- Classe Ōhama, navire cible (1 navire)

### Autres escorteurs
- Quelques unités issues de prises de guerre : P 101 (ex-Thracian), P 102 (ex-DD224 Stewart), P 103 (ex-AM9 Finch), P 104 (ex-Valk), P 106 (ex-Banckert), P 108 (ex-Arend), P 109 (ex-Fazant).